# دين كونتز
دين كونتز (بالإنجليزية: Dean Koontz)‏ (ولد عام 1945) كاتب وروائي أمريكي، قال إنه كان يتعرض للضرب والإساءة من والده المدمن على الكحول، وفي عامه الأخير في جامعة شبينسبورغ في ولاية بنسلفانيا فاز بمسابقة الخيال برعاية مجلة الأطلسي الشهرية. بعد التخرج في عام 1967، عمل مدرسا للغة الإنجليزية في مدرسة مشانيسبورغ الثانوية في مشانيسبورغ، بنسلفانيا، وقد عرف برواياته التي تحمل صبغة تشويق غامضة. كذلك تمتزج في رواياته عناصر رعب وخيال علمي وغموض وسخرية. ظهرت عناوين بعض كتبه في قائمة النيويورك تايمز لأعلى الكتب مبيعا.
من رواياته:
- وجه الخوف المنشورة عام 1977.
- قلبك ينتمي إلي (رواية)
- موعد مع الجريمة
- عيون الظلام (رواية)

## روابط خارجية
- دين كونتز على موقع IMDb (الإنجليزية)
- دين كونتز على موقع ألو سيني (الفرنسية)
- دين كونتز على موقع ميوزك برينز (الإنجليزية)
- دين كونتز على موقع أول موفي (الإنجليزية)
- دين كونتز على موقع إن إن دي بي (الإنجليزية)
- دين كونتز على موقع ديسكوغز (الإنجليزية)
- دين كونتز على موقع قاعدة بيانات الفيلم (الإنجليزية)